# Mir ʿAli Schir Nawāʾi

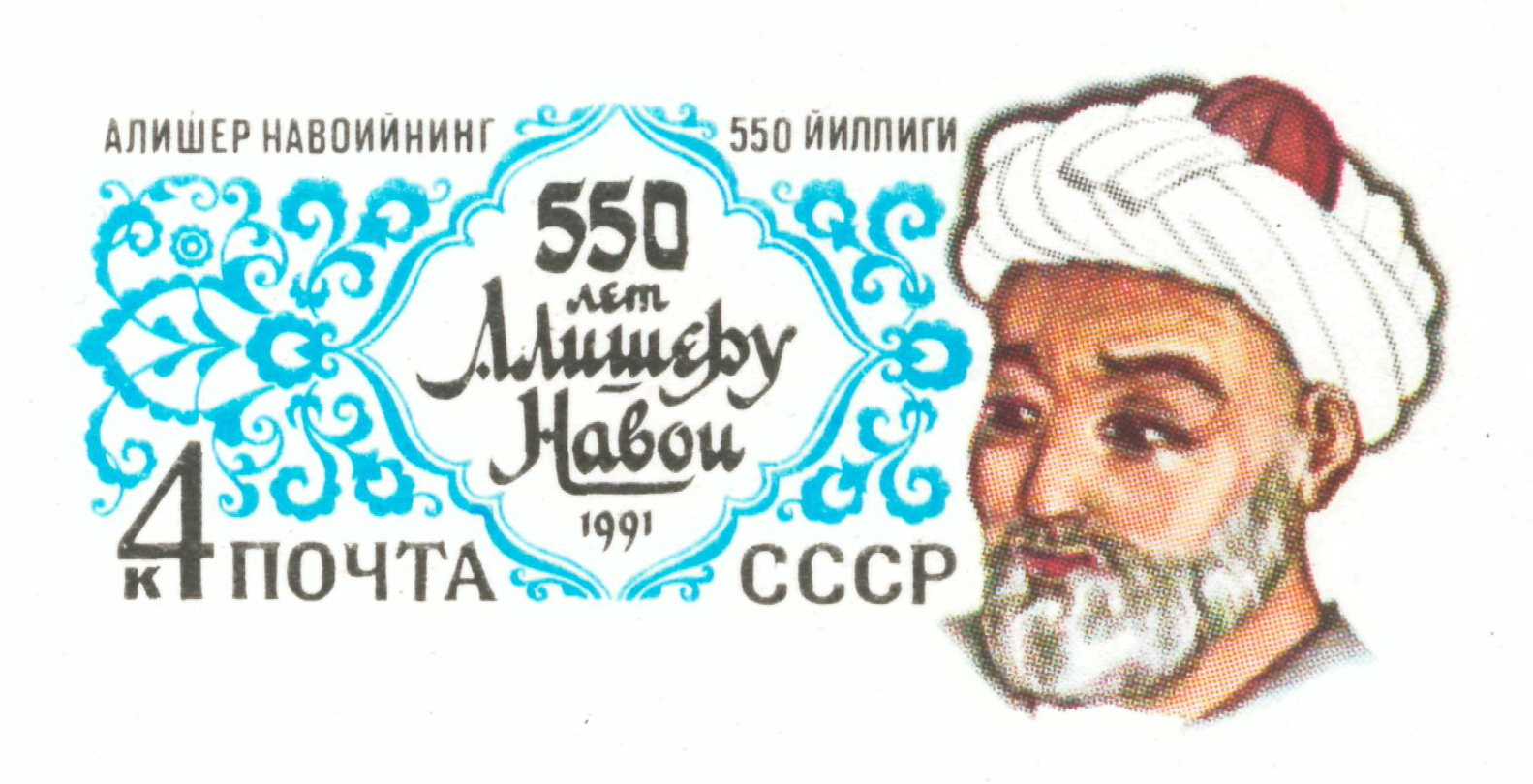
Nawaʾi auf einer sowjetischen Briefmarke

Mir ʿAli Schir Nawāʾi (persisch مير على شير نوائى, DMG Mīr ʿAlī-Šīr Nawāʾī, * 9. Februar 1441 in Herat; † 3. Januar 1501 ebenda), eigentlich Nizām od-Din ʿAli Schir, bekannt unter seinem Dichternamen Nawā'ī („der mit harmonischem Klang“), international oft einfach Nava'i geschrieben, war ein zentralasiatischer Dichter, Politiker, Bauherr und Mystiker, der am Hofe der Timuriden in Herat wirkte. Er gilt als einer der bedeutendsten Dichter des Tschagataischen und schrieb darüber hinaus auch auf Persisch. Gemäß Babur wirkte er zudem als Komponist und Musiker.
In Tadschikistan und Usbekistan wird Nawā'ī heute als Volksheld gefeiert, bei ersteren vor allem wegen seiner Tätigkeit als Bauherr und Kunstförderer, bei letzteren wegen seiner tschagataischen Dichtung. Er gilt vielen als der größte turksprachige Dichter aller Zeiten und wird gleichgesetzt mit Dichtern wie Yunus Emre.

## Biografie

### Kindheit und Jugend
ʿAli Schir entstammte einer wohlhabenden und gebildeten Familie von uigurischen Bachschis (Volkssängern) oder turksprachiger Kanzleischreiber in der timuridischen Hauptstadt Herat. Sein Vater, Ghiyās od-Din Kitschkina, war ein hoher Staatsbeamter. Seine Kindheit und Jugend verbrachte er abwechselnd in Herat, Maschhad und Samarkand.

### Nawāʾi als Staatsbeamter und Bauherr
1469 kehrte er in seine Heimatstadt Herat zurück, nachdem sein langjähriger Schulfreund Husayn Bāyqarā zum neuen Sultan ernannt worden war. Über eine literarische Tätigkeit Nawāʾis vor dieser Zeit ist nicht viel bekannt. Er interessierte sich schon früh für Politik und für das gesellschaftliche Zusammenleben der Menschen in Herat und im restlichen Timuriden-Reich. In Herat übernahm er deshalb die frühere Position seines Vaters und wurde hoher Staatsbeamter unter seinem Milchbruder Sultan Husayn Bāyqarā. In dieser Zeit bewies Nawāʾi vor allem sein Talent als Bauherr und Stadtplaner. Er ließ in Chorasan etwa 370 Schulen, Moscheen, Bibliotheken, Kranken- und Wohltätigkeitshäuser restaurieren oder neu errichten. Zu seinen bekanntesten Bauwerken gehören der Ichlāsiyya-Komplex in Herat sowie das Mausoleum des persischen Dichters Fariduddin Attar in Nischapur. Besonders Herat erblühte während dieser Zeit. Der Orientalist René Grousset schrieb über Herat, die Stadt sei zu jener Zeit „Persiens Florenz der timuridischen Renaissance“ gewesen.

### Nawāʾi als Künstler und Dichter
In Herat beschäftigte sich Nawāʾi zunehmend mit Malerei, Musik und Dichtkunst. Er wurde ein Mitglied des Naqschbandi Sufi-Ordens (Tariqa) sowie ein Schüler und Freund des bekannten persischen Mystikers Dschāmi. Ihm zu Ehren schrieb er später sein Chamsat al-mutaḥirīn (خمسة المتحيرين – „Das Quintett der Erstaunten“). Nawā'ī war ebenfalls eng befreundet mit dem indischen Geschichtsschreiber Chwānd Mīr, mit den Sufi-Musikern Qul Muhammad und Scheich-e Nay'ī, sowie mit dem bekannten persischen Maler Behzād, dessen Werke er stark beeinflusste. Nawā'ī schrieb zuerst in persischer Sprache – damals jedoch unter dem Künstlernamen Fānī (فانى – „der Vergängliche“). Die meisten Gedichte behandeln die klassischen Themen des Sufismus.
Wofür er aber bis heute besonders verehrt wird, sind seine auf Tschagataisch verfassten Gedichte. Als erster angesehener Dichter und Staatsmann beschäftigte sich Nawā'ī systematisch mit dieser, ihm noch als „Türkisch“ bekannten Sprache – seiner Muttersprache. Er verfasste zu ihrer Verteidigung sein bis heute bekanntestes Werk, das Muḥākimāt al-luġatayn (محاكمة اللغتين – „Vergleich zweier Sprachen“), in dem er seine Muttersprache mit der damals dominanten Kultur- und Literatursprache, dem Persischen, vergleicht und die (seiner Meinung nach) Überlegenheit dieser Sprache gegenüber dem Persischen zu beweisen versucht. Die zentralasiatischen Dichter, ganz besonders die turksprachigen, fordert er auf, nicht nur in Persisch und Arabisch zu schreiben, sondern auch in Tschagataisch.
Nawā'ī war zwar nicht der Begründer der tschagatischen Dichtung, aber der Erste, der sich systematisch mit den Problematiken dieser Sprache im Vergleich zur etablierten persischen Dichtkunst befasste. Mit dem Werk Mīẓān al-auẓān (ميزان الاوزان) konvertierte er die typisch persische Rhythmik ins Tschagataische und standardisierte dadurch die Sprache, die zuvor von Dichter zu Dichter und von Stadt zu Stadt unterschiedlich war.

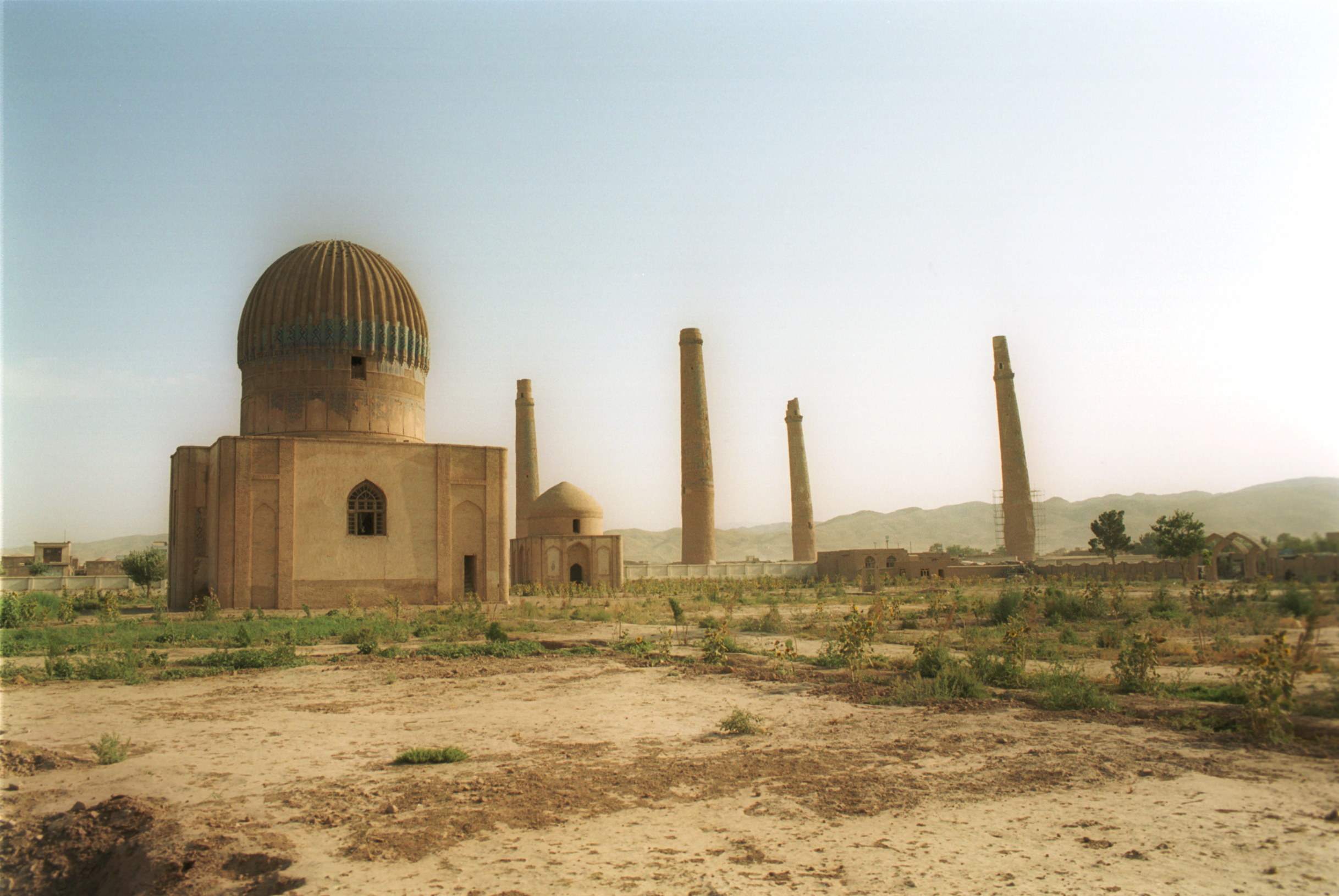
Nawa'is Herater Mausoleum (mittig) hinter jenem Gauhar-Schads (links) und vor den Minaretten der 1492/93 errichteten Madrasa des Husain ibn Mansur ibn Baiqara (rechts)

### Tod
ʿAlī Schīr starb am 3. Januar 1501 in seiner Geburtsstadt Herat. Sultan Husayn Bāyqarā ließ eine große Trauerfeier organisieren, an der die ganze Stadt teilnahm.
Nawā'īs Mausoleum befindet sich in Herat, in der Nähe des Gauhar-Schad-Komplexes und des Mausoleums seines Mentors Dschāmī.

## Werke
Nawā'ī hinterließ mehrere bekannte Werke, unter anderem vier Diwane (Gedichtsammlungen). Neben Persisch und Tschagataisch dichtete er auch Verse in Arabisch und Hindi. Das Tschagataische war noch lange nach Nawā'īs Tod in Persien und Indien unter dem Namen Nawā'īs Sprache bekannt. Im osmanischen Reich studierten türkische Dichter seine Werke und ließen sich von seinen Arbeiten stark beeinflussen.
Zu seinen wichtigsten Werken gehören:
- خمسۀ نوائى – Chamza (-e Nawā'ī ), bestehend aus 5 verschiedenen Geschichten, 50.000 Verse; größtenteils tschagataisch.
- ديوان فانى – Diwān-e Fānī, geschrieben in Ghazal-Form; persisch.
- فرهاد و شيرين – Farhād wa Schīrīn, eine Nacherzählung der gleichnamigen persischen Liebesgeschichte von Nezāmi; ein Bestandteil des Chamza; tschagataisch.
- محاكمة اللغتين – Muḥakimat al-Luġatayn, ein Vergleich zwischen Tschagataisch und Persisch; tschagataisch.
- تاريخ ملوك عجم – Tārīch-e Muluk-e Adscham („Die Geschichte des persischen Volkes“); tschagataisch.

Von seinen Kompositionen sind die Musikstücke Gulzar („Blumenfeld“) und Lalazar („Tulpenfeld“) bekannt, die während der Pilgerfahrt aus Anlass des Neujahrfestes Nowroz in Mazar (Grabmal und blaue Moschee) in der Hauptstadt der Provinz Balch besungen werden. Ein heute noch gesungenenes Lied heißt Bia ke berem ba Mazar Molla Mahmad Jan, Seyl e Gul e Lalazar wah wah Delbar jan. Das Lied ist auch in ungebundener Form als Liebesgeschichte Molla Mahmad Jan und Aeschia in Herat und in Turkestan, im iranischen Hochland sowie im arabischen Raum bekannt. In Afghanistan wurde das Lied einstimmig gespielt. Der Komponist Anuschiravan Rohani hat von dem Stück eine mehrstimmige Version arrangiert. Der US-amerikanische Komponist William Harvey schrieb „verwestlichte“ Instrumentalfassungen für europäische Instrumente. Das Navoi-Theater in der usbekischen Hauptstadt Taschkent ist nach ihm benannt.

## Verschiedenes
Die Usbekische Nationalbibliothek ist nach dem Dichter benannt.